# 海とくらしの史料館
海とくらしの史料館（うみとくらしのしりょうかん）は鳥取県境港市花町にある博物館。「水の無い水族館」として魚介類の剥製が多数展示されている。
建物は明治時代に建てられ、使われなくなった酒蔵を改修したもの。1993年2月13日から1994年3月20日まで改修工事が行われ、同年4月19日にオープンした。

## 施設
1階
- 剥製展示コーナー
- 企画展示室・特別展示
- 中庭のギャラリー「しらかべ」特別展示

2階
- 剥製ギャラリー
- 民具展示室

## 主な展示品

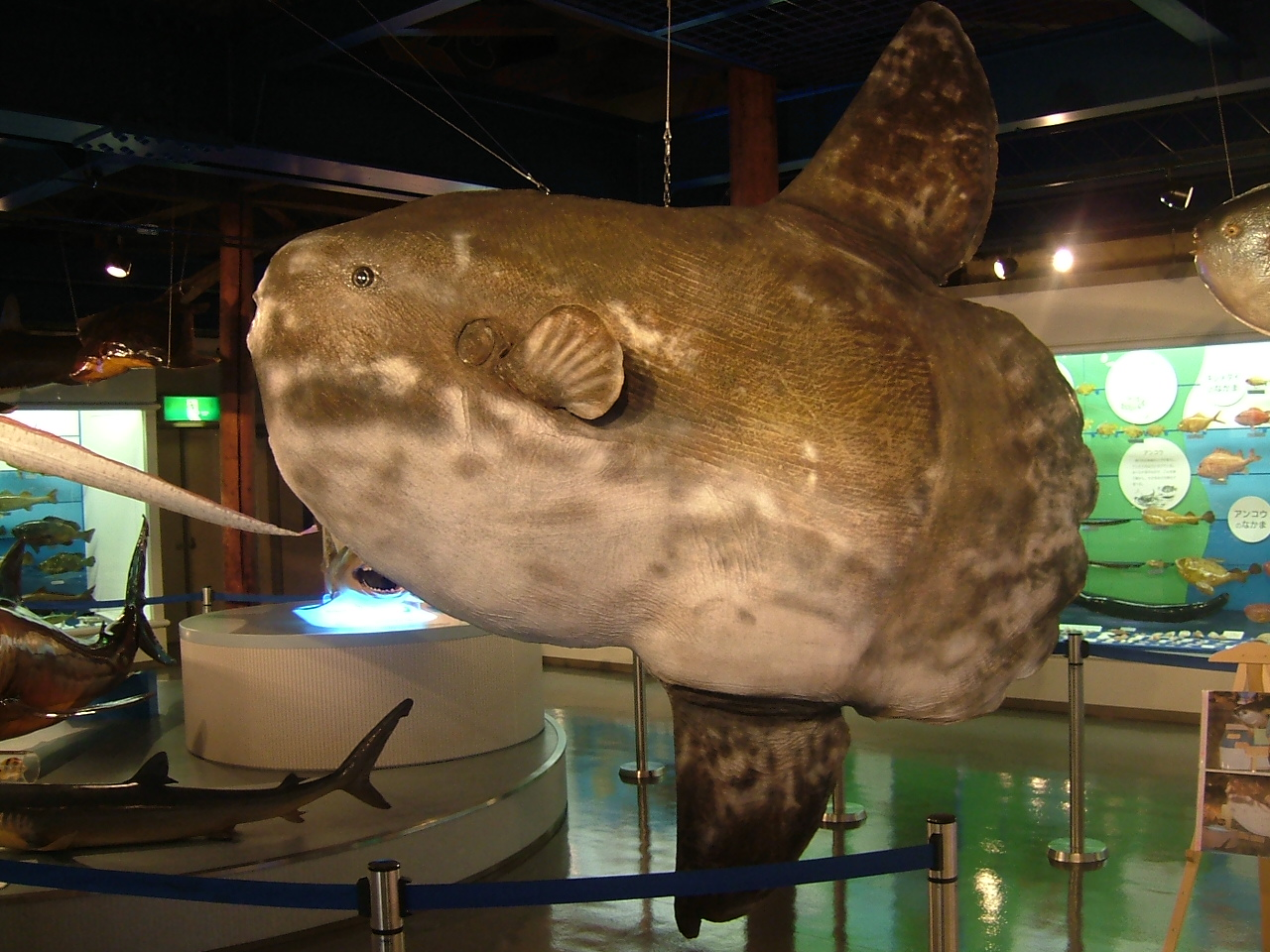
日本一のマンボウ「チョボリン」

- 魚介類はく製、700種4000点
- 漁船

## 利用情報
- 開館時間：午前9：30から午後5：00、受付は午後4：30まで。
- 休館日：火曜日（祝日と重なる場合は翌日）（12月29日から1月3日）
- 入館料：一般410円、小・中・高校生、外国人100円　・障がいのある方と介助の方1名・幼児無料・ 団体割引あり

## 交通アクセス
- 西日本旅客鉄道（JR西日本）境線 境港駅より水木しげるロードを東へ1.8km、台場公園隣。
  - 駅前よりはまるーぷバスメインコース右回り「台場公園・海とくらしの史料館入口」バス停下車。